# 코스모볼
《코스모볼》(러시아어: Вратарь галактики)는 2020년 8월 27일 러시아에서 개봉된 러시아의 액션 SF 영화이다.

## 출연

### 주연
- 빅토리아 아갈라코바: 나타샤 역
- 예브게니 로만초프: 안톤 역
- 예브게니 미로노브: 벨로 역

### 조연
- 이반 이바노비치: 펠레 역
- 마리야 리소바야: 아냐 역
- 옐리자베타 타이체나체바: 판 역